# Linzer Wollzeugfabrik
Die Linzer Wollzeugfabrik war eine 1672 in Linz gegründete Textilmanufaktur, die unter verschiedenen Bezeichnungen Gewebe aus Schafwolle und Baumwolle sowie sonstige textile Produkte herstellte. Sie war in den frühen Zeiten des industriellen Zeitalters die erste Textilfabrik Österreichs. Die Wollzeugfabrik wurde 1850 stillgelegt, auf einem Teil des Areals wurde ab 1929 die Tabakfabrik Linz errichtet.

## Geschichte
Der Linzer Ratsbürger Christian Sint gründete die Linzer Wollzeugfabrik 1672 unter der Bezeichnung „Zeug und Catis“-Fabrik. Nach sechs Jahren trat Sint die Fabrik an seinen Schwiegersohn Mathias Kolb und dessen Erben ab. In einem Vertrag vom 4. November 1716, der von der Regierung am 15. Jänner 1717 bestätigt wurde, trat Dominik Kolb von Kolbenthurm (bzw. Kolbenthal) seine Fabrik an das „Soldatten Spital und grosse Armenhaus“ vor dem Schottentore in Wien ab (an der Stelle des alten Allgemeinen Krankenhauses). Am 27. März 1722 wurde sie an die 1719 gegründete Zweite Orientalische Handelskompagnie zu Wien abgetreten (bestätigt am 6. Oktober 1722). Die Orientalische Compagnie beauftragte den oberösterreichischen Barockarchitekten Johann Michael Prunner mit dem Ausbau der Fabrik, die zwischen 1722 und 1726 ein schlossartiges Aussehen erhielt. 1754 wurde das Unternehmen unter Kaiserin Maria Theresia verstaatlicht und in „K.K. Aerarial-Wollenzeug-, Tuch- und Teppichfabrik zu Linz“ umbenannt.

Linzer Wollzeugfabrik um 1890

Die Produktpalette umfasste bis 1795 nur 30 Sorten Schafwollzeug, später auch feines Tuch aus Baumwolle und Kaschmirwolle sowie Teppiche. Erzeugnisse der Textildrucktechnik wie bedruckte Tischdecken und Möbelstoffen wurden ab 1859 gefertigt. 
Bei der Übernahme in landesfürstliches Eigentum waren etwa 10.000 bis 12.000 Menschen beschäftigt. 1764 wurde die Einfuhr ausländischer Wollerzeugnisse verboten und die Erzeugung für jedermann im Land frei. Ab 1774 beschäftigte die Linzer Wollzeugfabrik Zwangsarbeiter wie Landstreicher, Bettler und Strafgefangene, 1780 waren 26.000 Menschen beschäftigt. Im Jahr 1791 wurde die höchste Zahl an Beschäftigten erreicht – von den 49.292 Mitarbeitern waren 100 Arbeiter in der Fabrik, alle übrigen in Heimarbeit beschäftigt. 1816 waren es etwas mehr als 40.000 Arbeiter.
Nach der Stilllegung des Werks im Jahr 1850 wurden auf einem Teil des Geländes die Gebäude der Linzer Tabakfabrik errichtet, in welchen im Jahr 1915 erstmals mehr als 1 Milliarde Zigaretten produziert wurden.
Um die Erhaltung des äußerlich schlossartigen und repräsentativen Gebäudes gab es gegen Ende der 1960er-Jahre erbitterte Debatten. Friedrich Achleitner sprach von einem „Demolierungsskandal“ Schließlich wurden die Gebäude dieser ersten Textilmanufaktur trotz erheblicher Proteste 1969 abgebrochen. Erhalten blieb lediglich die ehemalige Zwirnerei, das „Zwirnerstöckl“ an der Unteren Donaulände Nummer 66.

## Würdigung
1928 wurde nach dem Gründer die Sintstraße benannt, eine Sackgasse die nahe der Donau von der Schiffbaustraße Nr. 10 etwa in südöstlicher Richtung verläuft.